# Артем Хачатуров
Артем Хачатуров (*вірм. Արտյոմ Խաչատուրով, нар. 18 червня 1992, Бендери) — вірменський футболіст, який народився у Молдові (Придністров'ї). Виступає в складі вірменського клубу «Юніор Севан».

## Клубна кар'єра
Вихованець тираспольського клубу «Шериф» у складі якого і відіграв перші п'ять років кар'єри.
У січні 2016 Артем перейшов до вірменського «Арарату», а 8 лютого сторони скасували контракт. після чого повернувся до Молдови, де захищав кольори клубів «Заря» та «Зімбру».
У березні 2018 нападник перейшов до команди «Лорі».

## Виступи за збірні
У складі юнацької збірної Молдови взяв участь у 15 іграх.
25 січня 2013 року Федерація футболу Вірменії звернулась до ФІФА з проханням дозволити футболісту, вірменіну за походженням, захищати кольори національної збірної Вірменії. Наразі провів у формі головної команди країни 4 матчі.

## Досягнення
- Чемпіон Молдови (3):

«Шериф»: 2009-10, 2011-12, 2012-13.
- Володар Кубку Молдови (2):

«Шериф»: 2009-10
«Заря» (Бєльці): 2015-16.